# Walter Andrae
Walter Andrae (ur. 18 lutego 1875 w Anger koło Lipska, zm. 28 lipca 1956 w Berlinie) – niemiecki archeolog, architekt, wykładowca i muzeolog. Badacz starożytnego Bliskiego Wschodu; prowadził prace wykopaliskowe na terenie Mezopotamii, m.in. na takich stanowiskach, jak Babilon i Aszur.

## Życiorys
Walter Andae urodził się w Anger koło Lipska w Niemczech. Po ukończeniu czteroletnich studiów architektonicznych na Uniwersytecie Technicznym w Dreźnie, w 1898 roku, w wieku 23 lat, udał się na Bliski Wschód jako członek wyprawy archeologicznej zorganizowanej przez Niemieckie Towarzystwo Orientalne (Deutsche Orient-Gesellschaft). Celem wyprawy było starożytne miasto Babilon. Tam, pod okiem kierownika ekspedycji Roberta Koldeweya Andae nauczył się zasad i technik prowadzenia wykopalisk. Wiedzę tę wykorzystał później, gdy w 1903 roku rozpoczął (również z ramienia Niemieckiego Towarzystwa Orientalnego) kierowane przez siebie wykopaliska w Aszur – religijnej stolicy Asyrii. PracowaŁ na tym stanowisku aż do 1914 roku. W międzyczasie prowadził również prace wykopaliskowe na takich stanowiskach, jak Szuruppak (obecne Fara), Kisurra (obecne Abu Hatab) i Hatra.
W czasie I wojny światowej służył jako oficer w armii niemieckiej na Bliskim Wschodzie. Po wojnie znalazł zatrudnienie w Muzeum Berlińskim, gdzie zastąpił Koldeweya na stanowisku kuratora zbiorów bliskowschodnich. W 1928 roku został dyrektorem działu bliskowschodniego Muzeum Berlińskiego (obecnie w Muzeum Pergamońskim). Pozycję tę zajmował do 1952 roku. Do jego zadań należał m.in. nadzor nad rekonstrukcją słynnej Bramy Isztar z Babilonu (obecnie w Muzeum Pergamońskim). Po II drugiej wojnie światowej Andrae został profesorem historii architektury na Uniwersytecie Technicznym w Berlinie. Pod koniec życia w wypadku stracił niemal całkowicie wzrok. Zmarł w Berlinie 28 lipca 1956 roku.

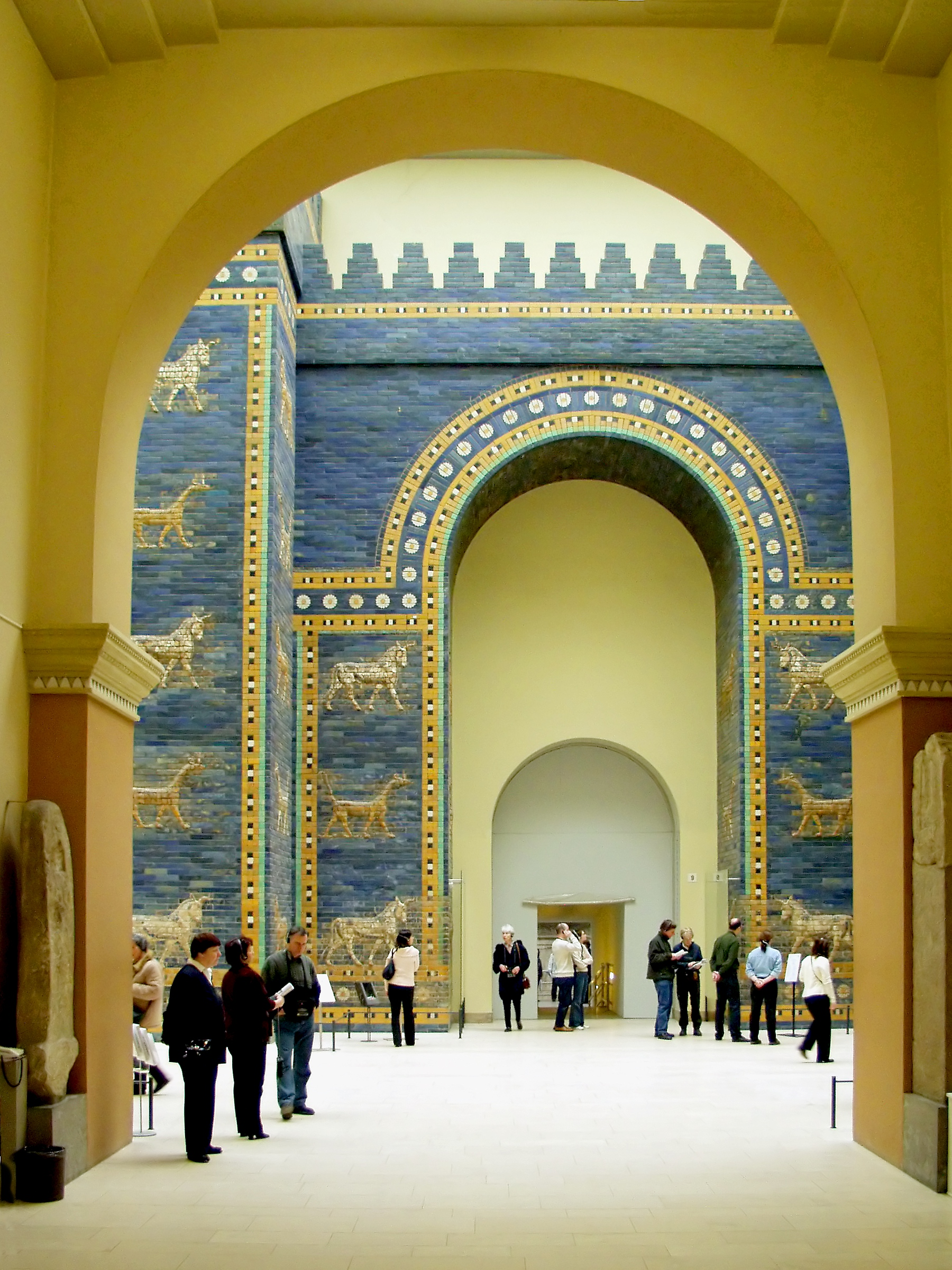
zrekonstruowana Brama Isztar w Muzeum Pergamońskim w Berlinie

## Bibliografia

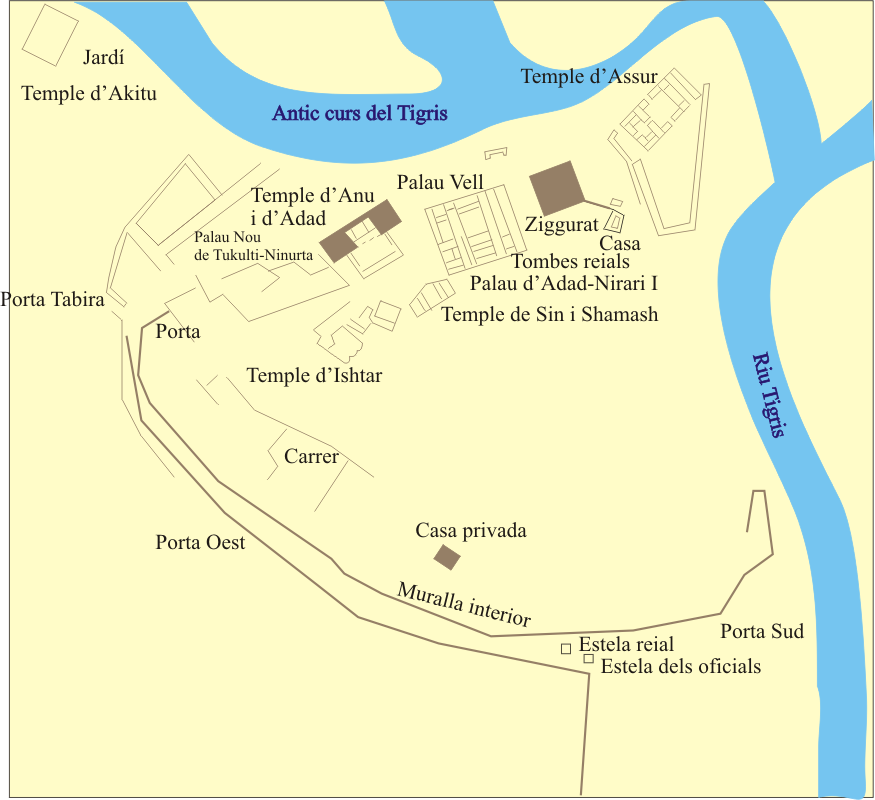
plan miasta Aszur na podstawie prac wykopaliskowych Waltera Andrae

## Dorobek literacki (wybór)
- Hatra. Nach Aufnahmen der Assur-Expedition der Deutschen Orient-Gesellschaft, Leipzig 1908/12
- Der Anu-Adad-Tempel in Assur, Leipzig 1909
- Die Festungswerke von Assur, Leipzig 1913
- Die Stelenreihen in Assur, Leipzig 1913
- Die archaischen Ischtar-Tempel in Assur, Leipzig 1922
- Hethitische Inschriften auf Bleistreifen aus Assur, Leipzig 1924
- Die Kunst des Alten Orients (z Heinrichem Schäferem), Berlin 1925
- Kultrelief an dem Brunnen des Assurtempels zu Assur, Leipzig 1931
- Die Partherstadt Assur (z Heinzem Lenzenem), Leipzig 1933